# Pluto (Disney)
Pluto è un personaggio dei fumetti della Disney, ideato nel 1931 da Norman Ferguson, è il cane domestico di Topolino, spesso comprimario nelle avventure del suo padrone. 

## Descrizione
Pluto ricorda nell'aspetto un cane di razza bracco o bloodhound. Di taglia media e di pelo corto colore giallo ocra, ha una coda nera molto sottile. Essendo uno dei pochi personaggi Disney a non parlare e a non presentare caratteristiche antropomorfe,  gli animatori hanno calcato la mano sulla sua espressività e sulle movenze, per riuscire a fargli esprimere diversi sentimenti e avere una caratterizzazione quasi umana.

## Genesi del personaggio
Un primo prototipo di Pluto era apparso nel cortometraggio animato Fuga di Topolino (il 18 agosto 1930), si tratta di un innominato chien de Saint-Hubert sulle tracce di un Topolino insolitamente nella parte del detenuto evaso. Nello stesso anno, nel cartone animato Il picnic di Topolino, compare un cane molto più simile a Pluto nell'aspetto e nell'indole, che però appartiene a Minni e si chiama Rover. Pur avendo un ruolo molto marginale, in questo cartone cominciano ad emergere alcune caratteristiche che poi diventeranno proprie di Pluto. 
Nel 1931, nel cartone Topolino a caccia, che è considerato il suo esordio ufficiale, vediamo un Pluto completamente formato a livello grafico e definitivamente cristallizzato nella parte del cane domestico di Topolino.
Contemporaneamente, nelle storie a fumetti, assistiamo in parallelo all'incontro tra i due, anche se in due versioni diverse: nelle strisce quotidiane dello stesso anno, Pluto compare dal nulla per la prima volta nella storia Topolino domatore e saltimbanco (1931), in una vignetta in cui vede per la prima volta Topolino mentre questi sta inseguendo un criminale che ha rapito una fanciulla; nelle strisce immediatamente successive, pubblicate dall'8 al 18 luglio e costituenti la sequenza dal titolo Topolino incontra Pluto (Pluto the pup), lo stesso cane inizia a seguire Topolino, attirato da un grosso gelato che questi sta portando a Minni; dopo averlo divorato non accenna ad andarsene, così alla fine Topolino lo adotta. L'esordio nelle tavole domenicali avviene invece il 10 gennaio 1932, dove, inseguito da un accalappiacani, Pluto viene salvato da Topolino; ricompare nella tavola del 7 febbraio e da allora diverrà una presenza ricorrente.
Erano passati solo pochi mesi tra la scelta del nome di quello che all'epoca era classificato come il nono pianeta, Plutone (in inglese Pluto), il 24 marzo 1930, e la decisione di assegnare proprio lo stesso nome al cane di Topolino. L'animatore della Disney Ben Sharpsteen dichiarò:
( Walter M. Brasch, Cartoon Monikers: An Insight into the Animation Industry, Bowling Green, OH, Bowling Green University Popular Press, 1983,  p. 69, ISBN 0-87972-244-4.)
La Disney ha dichiarato che non è in possesso di documenti che possano confermare o confutare la connessione. Comunque anche gli animatori della Disney erano convinti che Walt Disney scelse quel nome per fare leva sullo scalpore per la scoperta del nuovo pianeta. Forse l’autore del nome era un buon conoscitore del latino, perché nel suo De verborum significatione il lessicografo e grammatico romano Sesto Pompeo Festo (II sec. d.C.) così scriveva:
Plauti sono chiamati i cani che hanno orecchie languide e flaccide e che appaiono estendersi più ampiamente.

## Nell'animazione
Pluto è apparso in 24 pellicole dedicate a Topolino prima di avere la sua serie nel 1937. Nel complesso, Pluto è apparso in 89 cortometraggi tra il 1930 e il 1953. Molti di questi sono stati nominati per un Premio Oscar, tra cui Pluto e le papere (1939), I cacciatori cacciati (1946), Anche Pluto vuol cantare (1947) e Topolino e le foche (1948). Uno dei suoi film, Porgimi la zampa (1941), vinse il premio nel 1942. Poiché Pluto non parla, i suoi film generalmente si basano sull'umorismo fisico. Ciò ha reso Pluto una figura pionieristica nell'animazione dei personaggi, esprimendo la propria personalità attraverso l'animazione piuttosto che il dialogo.
Dopo il suo esordio nel già ricordato Topolino a caccia, Pluto rimase un personaggio minore, e tuttavia costantemente presente, utilizzato come fonte inesauribile di gag slapstick, almeno fino al 1933, quando ebbe per la prima volta un ruolo da protagonista nel corto Pluto, l'amico di Topolino; si tratta di una piccola fiaba che racconta di come il cucciolone recuperi dei gattini abbandonati nel fiume, ma poi si roda dalla gelosia per le attenzioni che Topolino dedica a questi, salvo infine redimersi. Nel 1934 l'animatore della Disney Norman Ferguson si soffermò sul cane come attore comico, nel cortometraggio Pluto si diverte; in tale cartone Pluto rimane attaccato alla carta moschicida, generando una celebre sequenza comica destinata a segnare la storia: il segmento divenne un classico, dimostrando come gli artisti della Disney potessero prendere una semplice circostanza e costruire dell'humour attraverso un personaggio muto, rendendo eloquenti le sue movenze ed espressioni, applicandosi nell'arte della "personality animation". Gradualmente Pluto, da semplice spalla comica che aveva il ruolo di combinaguai e innescava una serie di gag che arricchivano l'esile trama di fondo dei cortometraggi, iniziò a emergere sempre di più come protagonista; nel 1936 fu per la prima volta senza Topolino in un episodio della serie Sinfonie allegre dal titolo Pluto fra i pulcini e l'anno dopo diventò titolare di una sua serie di cortometraggi all'interno della quale si sarebbe evoluto, diventando capace di dar vita alle gag ma anche di pensare ed esprimere sentimenti (come era stato fatto solo episodicamente, in meravigliosi corti quali Il sogno di Pluto del 1935 o Paperino e Pluto del 1936), nonché di vivere avventure più complesse e d'azione.
Venne poco a poco costruito un suo universo "canino", introducendo personaggi ricorrenti come Butch, il bulldog suo nemico, le sue fidanzatine Fifi e Dinah, il gattino Figaro del film Pinocchio. In Il cucciolo traviato (1946) viene mostrato Kid, fratello minore del cane, e addirittura in due cartoni Pluto risulta essere papà (rispettivamente di una cucciolata e di un solo cucciolo). Parallelamente Pluto è apparso anche in altri cartoni di Topolino come Porgimi la zampa, che vinse un Oscar come miglior cortometraggio animato nel 1942 ed era il remake di Pluto, l'amico di Topolino di otto anni prima.
Pluto apparve anche nelle serie televisive Mickey Mouse Works, House of Mouse - Il Topoclub e La casa di Topolino, e qualche sporadica apparizione in Quack Pack. Fu l'unico personaggio a non comparire in Canto di Natale di Topolino, realizzato nel 1983; ritornò invece in scena nel 1990 ne Il principe e il povero e anche in scena nel 2004 in Topolino, Paperino, Pippo: I tre moschettieri.

## Nei fumetti
Per quanto riguarda le sue apparizioni nei fumetti, è stato protagonista di diverse storie brevi, e talvolta anche di alcune lunghe. Nelle strisce quotidiane di Gottfredson, Pluto fu protagonista di alcune brevi sequenze che lo vedevano sfuggire all'accalappiacani, innamorarsi, diventare un eroe di guerra, o perdere momentaneamente la memoria; nelle storie a più ampio respiro, invece, in alcune circostanze svolse un ruolo importante, ad esempio salvando Topolino da un pericolo mortale in Topolino, Eta Beta e la Spia Poeta o accompagnandolo in viaggio in Topolino nell'isola della morte, mentre in Topolino e Pluto corridore gareggia in corse per cani. Pluto apparve anche nelle tavole domenicali delle Sinfonie allegre (Silly Symphonies), dapprima in alcune tavole autoconclusive con protagonista Paperino, poi nella breve storia nota come Mother Pluto (Pluto chioccia, tavole domenicali dal 14 agosto al 16 ottobre 1938), adattamento del cortometraggio Pluto fra i pulcini (1936), e infine in tavole autoconclusive denominate Pluto the Pup (Pluto il cucciolone, tavole domenicali dal 19 febbraio al 19 marzo 1939, dal 23 aprile al 17 dicembre 1939 e dal 14 aprile al 3 novembre 1940). Nelle sue apparizioni nelle tavole domenicali delle Sinfonie Allegre (topper delle tavole domenicali di Topolino), Pluto non compare mai insieme a Topolino (che viene al più menzionato nei dialoghi) per limitazioni imposte dal King Features Syndicate (che proibivano l'utilizzo del protagonista di una tavola domenicale nel suo topper), per cui i suoi padroni diventano di volta in volta Pippo, Minni, Orazio Cavezza o Clarabella, con la giustificazione che Topolino lo aveva affidato temporaneamente ai suoi amici. Per quanto riguarda le sue apparizioni negli albi a fumetti statunitensi, Pluto fu protagonista della storia lunga Pluto salva la nave del 1942 (a cui collaborò Carl Barks), in cui sventa le macchinazioni di una spia straniera, e di numerose brevi, tra cui anche alcune storie a strisce pubblicate in albi omaggio nel 1947. A partire dal 1952 alcuni albi della serie Four Color Comics vengono dedicati proprio a Pluto, contenendo storie quasi sempre brevi, che lo vedono spesso interagire con i cani non antropomorfi dei cartoni animati. Pluto è stato in grado di parlare, seppur per poco, in almeno due occasioni: in Topolino nell'isola della morte (1944), grazie all'incantesimo di una strega, e in Topolino e il mondo di Tutor (2010) grazie alle parla-mentine di Eta Beta.

## Nome in altre lingue
- Bulgaro - Плуто
- Ceco - Pluto
- Croato - Pluton
- Danese - Pluto
- Estone - Pluto
- Finlandese - Pluto
- Francese - Pluto
- Giapponese - プルート
- Greco - Πλούτο
- Indonesiano - Pluto
- Inglese - Pluto
- Islandese - Plútó
- Italiano - Pluto
- Lettone - Pluto
- Norvegese - Pluto
- Olandese - Pluto
- Polacco - Pluto
- Portoghese - Pluto
- Romeno - Pluto
- Russo - Плуто
- Sami - Luŋke
- Serbo - Плутон
- Slovacco - Pluto
- Spagnolo - Pluto
- Svedese - Pluto
- Tedesco - Pluto
- Turco - Çomar
- Ungherese - Plútó